# ㅐ
ㅐ(애)는 한글의 모음 중 하나로 ㅏ와 ㅣ가 합쳐진 글자이다. 국제음성기호로는 전설 비원순 중저모음 [ɛ]이다.

## 중세와 근대의 발음
중세 한국어에서는 이중모음인 [aj]로 소리가 났던 것이 18세기에서 19세기 사이에 단모음 [ε]로 바뀌었다. 표준어·문화어에서 ㅐ/ㅔ 는 구별되지만, 현대 한국어 화자들은, 젊은 세대일수록, 지역에 관계없이 ㅐ·ㅔ를 변별하지 못하고 있으며, 단지 문자상의 표기법에서만 차이를 유지하고 있을 뿐이다. 때문에 ㅐ를 ㅔ와 구분하기 위하여 '아이'로 지칭하는 경우가 있다.
ㅐ의 중세의 원래 발음은 전설 비원순 저모음 [a]와 경구개 접근음 [j]의 이중모음 [aj]인데, 현대 한국어로 표기하면 중설 근저모음 [ɐ]와 전설 비원순 고모음 [i]를 연달아서 발음한 /아이/ [ɐi]와 비슷하다.

## 현대의 발음
현대 한국어에서는 ㅐ(근대에는 원래 전설 비원순 중저모음 [ɛ])와 ㅔ(원래 근대에는 전설 비원순 중고모음 [e])를 모두 둘의 중간 발음인 전설 비원순 중모음 [e̞]로 발음한다.
혀의 높낮이는 ㅣ, ㅟ, ㅡ, ㅜ가 고모음으로 가장 높고, ㅔ, ㅚ, ㅗ가 중고모음으로 그다음으로 높고, ㅐ, ㅓ가 중저모음으로 그 다음으로 높고, ㅏ가 저모음으로 가장 낮다.
혀의 축도(경구개쪽이냐, 연구개쪽이냐)는 ㅣ, ㅔ, ㅐ, ㅏ가 같고, ㅜ, ㅗ, ㅓ, ㅏ가 같다. 즉, ㅣ, ㅔ, ㅐ, ㅏ는 혀의 앞뒤 위치는 비슷하되, 혀의 높낮이만 바꿔가면서 낼 수 있는 소리이고, ㅜ, ㅗ, ㅓ, ㅏ도 마찬가지다.
ㅔ를 발음하려면 ㅗ와 같은 높이에 혀를 두고 발음하고, ㅐ를 발음하려면 ㅓ와 같은 높이에 혀를 두고 발음한다.
한국어에서 'ㅐ'와 'ㅔ'의 발음은 서로 같다. 

## 외래어 표기법의 문제
ㅐ의 발음은 전설 비원순 중저모음 [ɛ]이고, ㅔ의 발음은 전설 비원순 중고모음 [e]이지만, 국립국어원의 외래어 표기법의 영어 표기법에서는 한국어에 없는 발음인 전설 비원순 근저모음 [æ]를 ㅐ로 표기하고, [ɛ]와 [e]를 ㅔ로 표기한다. 실제 발음에 맞춰서 표기하려면 [ɛ]는 ㅐ로 표기하는 게 맞다.
[e], [ɛ], [æ] 셋 중에서 [e]는 입을 가장 작게 벌리고 발음하고, [æ]는 입을 가장 크게 벌리고 발음하며, [ɛ]는 둘의 중간 정도로 벌리고 발음한다. [e]보다 입을 작게 벌리면 한국어의 ㅣ 발음인 전설 비원순 고모음 [i]이다. 전설 비원순 근저모음 [æ]는 영어의 cat [kʰæt] 발음에서 볼 수 있고, 그것보다 크게 벌리면 전설 비원순 저모음(en:Open front unrounded vowel)인 hat [hat]이나 bra [bɹaː]의 [a] 발음이다.
Damage의 [æ] 발음은 입을 크게 벌리는 전설 비원순 근저모음이므로, 입을 중간 정도로 벌리는 전설 비원순 중저모음 ㅐ [ɛ]와 입을 작게 벌리는 전설 비원순 중고모음 ㅔ [e] 중에, 입을 더 크게 벌리는 [ɛ]로 표기하는 게 논리적이다. 따라서 "대미지"로 표기하는데 아무 문제도 없다.
하지만 air(wiktionary:ko:air)나 hair(wiktionary:ko:부록:영어 발음)처럼 미국, 영국, 캐나다에서는 [ɛ]로 발음하고, 호주, 뉴질랜드에서만 [e]로 발음하는 단어의 경우, 한국에서 사실상 표준으로 쓰이는 미국이나 영국 발음 기준으로는 전설 비원순 중저모음 ㅐ [ɛ]로 표기하는 게 맞다. 하지만 현재는 전설 비원순 중고모음 ㅔ [e]로 표기하여, "애어", "해어" 대신에, "에어", "헤어"로 표기한다.

## 코드값
| 종류                  | 글자 | 유니코드 | HTML              |
| --------------------- | ---- | -------- | ----------------- |
| 한글 호환 자모 영역   | ㅐ   | U+3150   | {{{홀소리 HTML}}} |
| 한글 자모 영역        | ᅟᅢ   | U+1162   | &#4450;           |
| 한양 사용자 정의 영역 |   | U+F80B   | &#63499;          |
| 반각                  | ￃ    | U+FFC3   | &#65475;          |

## 같이 보기
- ㅔ
- 위키백과:외래어 표기법/영어
- 위키백과:외래어 표기법/국제 음성 기호와 한글 대조표
- 도움말:IPA 발음 듣기
- 위키낱말사전:국제 음성 기호